# Haima M8

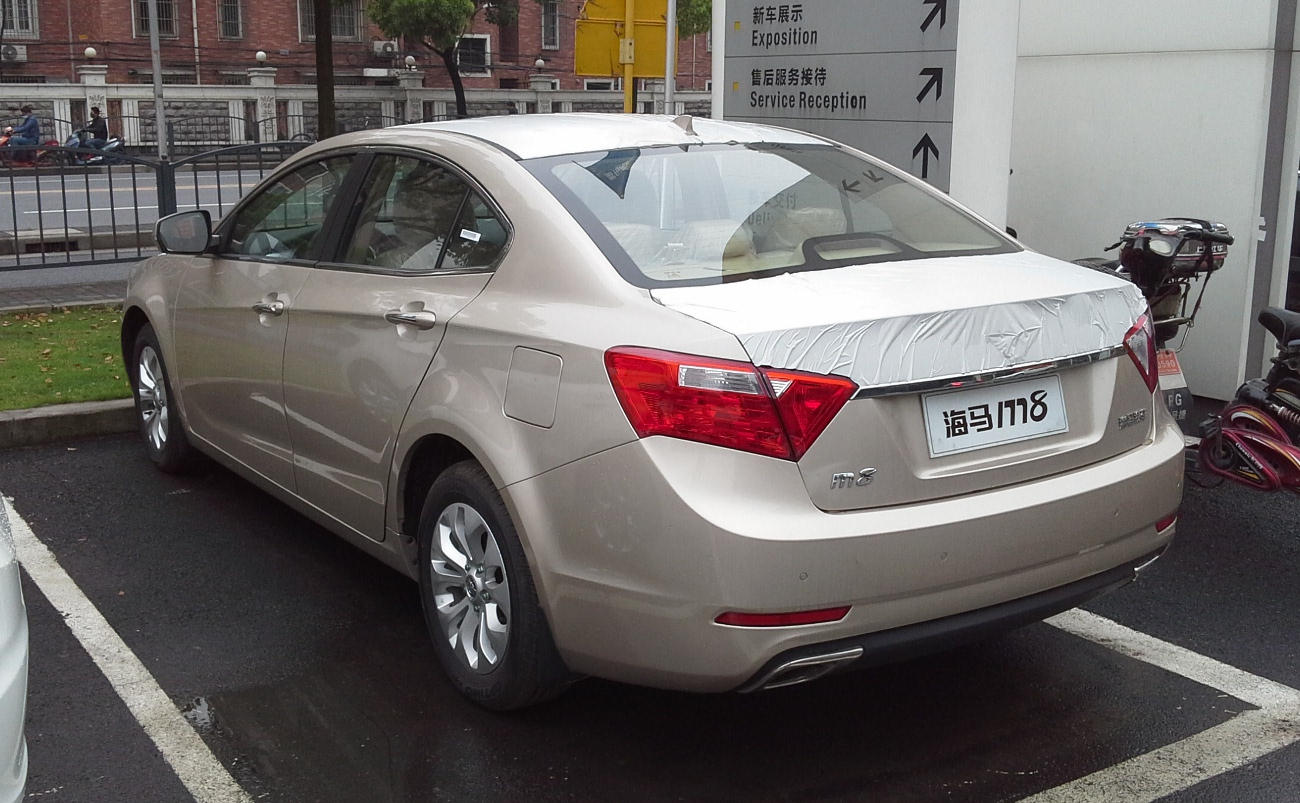
Heckansicht

Der Haima M8 ist eine Limousine der oberen Mittelklasse der chinesischen Marke Haima.

## Geschichte
Das Fahrzeug debütierte auf der Guangzhou Auto Show im November 2013 und wurde ab Dezember 2013 in China verkauft. Konkurrenzmodelle des M8 sind unter anderem der Changan Raeton oder der Emgrand EC8.

## Technische Daten
Den Antrieb übernahm zum Marktstart ein 115 kW (156 PS) starker Zweiliter-Ottomotor mit Saugrohreinspritzung. Ab Dezember 2014 wurde zusätzlich ein 138 kW (188 PS) starker 1,8-Liter-Ottomotor mit Turboaufladung angeboten.
|                                             | 1.8T                          | 2.0                           |
| Bauzeitraum                                 | 2014–2017                     | 2013–2017                     |
| Motorkenndaten                              |                               |                               |
| Motortyp                                    | Reihen-Vierzylinder-Ottomotor | Reihen-Vierzylinder-Ottomotor |
| Hubraum                                     | 1795 cm³                      | 1995 cm³                      |
| Verdichtungsverhältnis                      | 9,3 : 1                       | 10,5 : 1                      |
| max. Leistung bei min−1                     | 138 kW (188 PS) / 5500        | 115 kW (156 PS) / 6000        |
| max. Drehmoment bei min−1                   | 230 Nm / 1800–4500            | 187 Nm / 4000                 |
| Kraftübertragung                            |                               |                               |
| Antrieb, serienmäßig                        | Vorderradantrieb              | Vorderradantrieb              |
| Getriebe, serienmäßig                       | 6-Gang-Automatikgetriebe      | 6-Gang-Schaltgetriebe         |
| Getriebe, optional                          | —                             | [6-Gang-Automatikgetriebe]    |
| Messwerte                                   |                               |                               |
| Höchstgeschwindigkeit                       | 190 km/h                      | 190 km/h                      |
| Beschleunigung, 0–100 km/h                  | 9,7 s                         | k. A.                         |
| Kraftstoffverbrauch auf 100 km (kombiniert) | 8,0 l Super                   | 7,6 l Super [8,0 l Super]     |
| Tankinhalt                                  | 61 l                          | 61 l                          |